# Árbol de la esperanza, mantente firme
Árbol de la esperanza, mantente firme es un autorretrato al óleo de Frida Kahlo. Pintado en 1946, retrata el episodio vivido por la artista, alrededor del procedimiento quirúrgico al cual se sometió en la ciudad de Nueva York, para la inserción de un injerto en la columna vertebral, en ese mismo año. 

## Contexto

### Una vida marcada por un cuerpo doliente
La dolencia del cuerpo fue un factor que influenció la vida y posterior obra de Frida desde muy temprana edad. 
A los seis años de edad, en 1913, cuando se enferma de poliomielitis, lo cual le deja como secuela la pierna derecha más delgada, algo más corta y menos desarrollada, así como el pie derecho ladeado hacia afuera. Su padre la animaba para que se ejercitase con el uso de la bicicleta y la natación.
El 17 de septiembre de 1925, a la edad de 17 años, Frida viaja junto a  Alejandro Gómez Arias, amorío de su juventud, en un autobús que es arrollado por un tranvía, destruyéndolo por completo. El pasamanos de metal atraviesa a la joven por la cadera,  fracturando el hueso pélvico, y sale por la vagina. A esta se suman además tres fracturas en la columna vertebral, una en la clavícula, en dos costillas, y la descoyuntura el hombro derecho. Su pierna derecha, ya afectada por la poliomielitis, sufre once fracturas, más la dislocación del pie.
Este accidente fue el inicio de una tortuosa existencia desde el punto de vista físico, psicológico y emocional. Los frecuentes padecimientos, los crecientes dolores, los prolongados periodos de reposo en el lecho y la constante fragilidad, fueron consumiéndola lentamente.
Frida fue operada en múltiples ocasiones, algunas de ellas desastrosas, con largas convalecencias y secuelas graves, y utilizó alrededor de 25 diferentes corsés como correctores de su postura. Tuvo tres embarazos, en 1930, 1932 y 1934, los cuales resultaron en abortos espontáneos. Además, durante la última etapa de su vida le fue amputada una parte de la pierna derecha, debajo de la rodilla, amenazada por la gangrena.
Paulatinamente, y desde el accidente con el tranvía, Frida encontrará en la pintura una vía de sobrevivencia y expresión de estos dolorosos episodios biográficos, en los que entrelaza la crudeza con la expiación y donde convergen los afluentes de lo onírico y lo simbólico, más notas irónicas y cruentas, y referentes a la cultura popular de México.

### «los cirujanos, jijos de su... recién casada mamá»
Era 1946 y Frida se hallaba herida como siempre y como nunca. Ella quería viajar, descubrir, pero su cuerpo no lo permitía. Es durante este año cuando el Dr. Philip Wilson, del Hospital de Cirugía Especial de New York, le hace un injerto de hueso en la columna vertebral. Una más de las dolorosas intervenciones que sufrió el cuerpo de Frida, quizá por ello esta representación muestra de manera explícita la violencia de la que su cuerpo cotidianamente es objeto.
El procedimiento resulta inútil, ya que en vida nunca le diagnosticaron el síndrome de espina bífida. Se le opera y permanece en el encierro, rodeada de amigos y gente de servicio, visitada a veces por su amado Diego. Su producción artística en este momento crece porque necesita recursos económicos, buscaba no ser una carga para su esposo. Repartía los cuadros entre sus amigos y realizaba pintura por encargo. 

La hermosa flor Frida comienza a marchitarse porque consume grandes cantidades diarias de droga y alcohol, pero sigue pintando. Pintó La venadita y Árbol de la Esperanza, mantente firme. Este último título de su pintura era un mensaje a sí misma para soportar y superar la operación. Creó este trabajo para su mecenas, el ingeniero Eduardo Morillo Safa, a quien escribe:
«Ya casi le termino su primer cuadro que desde luego no es sino el resultado de la jija operación: Estoy yo — sentada al borde de un precipicio — con el corsé de cuero en una mano. Atrás estoy, en un carro de hospital acostada — con la cara a un paisaje — un cacho de espalda descubierta, donde se ve la cicatriz de las cuchilladas que me metieron los cirujanos, jijos de su... recién casada mamá».

## Descripción
En el cuadro vemos a dos Fridas. A la izquierda se nos presenta una Frida recostada, acaba de salir del quirófano en una camilla y está bajo el sol, con sus heridas expuestas a plena luz del día. A la derecha está la figura de otra Frida, poderosa y llena de confianza, sentada bajo la luna, en su folclórico traje, con tocado sosteniendo en una de sus manos el corsé de acero. Sentada y perfectamente arreglada, triste pero serena, mostrando el corsé especial prescrito y en su mano una bandera con la inscripción Árbol de la esperanza mantente firme.  y sosteniendo un corsé con una mano, mientras en la otra sujeta una bandera donde está escrito el título del cuadro a modo de mensaje.

### Análisis Iconográfico
Al cuerpo desnudo, herido y debilitado se opone la Frida fuerte, mirando directamente al futuro. Con la frase que aparece en la banderola que sostiene en la mano, «árbol de la esperanza mantente firme»,  parecía querer darse ánimos a sí misma. El dualismo de su personalidad se refleja también en las dos mitades del cuadro, dividido en día y noche. El sol, que según la mitología azteca se alimenta de la sangre de víctimas humanas, corresponde al cuerpo mutilado. Dos profundos desgarramientos en la espalda encuentran su correspondencia en el agrietado paisaje del fondo. La luna, en cambio, símbolo de feminidad, conecta con la Frida fortalecida, llena de esperanza.
Este principio dual presente en gran cantidad de sus cuadros, y tiene su origen en la antigua mitología mexicana, constante fuente de inspiración para la artista. Significó para ella la expresión de su filosofía de la naturaleza y la vida, de su imagen del mundo. El dualismo se basa en la concepción azteca de la guerra permanente entre el dios blanco Huitzilopochtli — el dios del sol, la encarnación del día, del verano, del sur, del fuego — y su contrincante Tezcatlipoca — lo negro, el dios del sol poniente, la encarnación de la noche y del cielo estrellado, del invierno, de la noche, del agua —. Esta lucha garantiza el equilibrio del mundo. El principio de la dualidad en la unidad está presente sobre todo en aquellos de sus cuadros en los que el fondo aparece dividido en una mitad clara y una oscura, una mitad noche y una mitad día. Al mismo tiempo están presentes la luna y el sol, los principios femenino y masculino. Esta división en dos del universo se extiende incluso a su propia persona cuando se representa doble, como personalidad dividida.